# Баканово (Псковская область)
Баканово — деревня в Великолукском районе Псковской области России. Входит в состав сельского поселения «Пореченская волость».
Расположена у южного побережья озера Псово, в 37 километрах к югу от райцентра Великие Луки и в 8 километрах к северо-востоку от волостного центра Поречье.
Постоянное население по состоянию на 2000 год в деревне отсутствовало.